# Арылах (Кобяйский улус)
Арылах (якут. Арыылаах) — село в Кобяйском улусе Республики Саха (Якутия) России. Входит в состав Люччегинского 1-го наслега.

## География
Село находится в центральной части Якутии, в пределах Центральноякутской низменности, на берегу озера Арылах, возле озёр Ченгере, Хомустах и др.
Географическое положение
Расстояние до улусного центра — пгт Сангар — 300 км, до центра наслега — села Багадя — 15 км.
Климат
Климат характеризуется как резко континентальный, с продолжительной морозной зимой и коротким летом. Средняя температура воздуха самого тёплого месяца (июля) составляет 10 °C; самого холодного (января) — −40 °C. Среднегодовое количество атмосферных осадков составляет 200—250 мм. Снежный покров держится в течение 205—215 дней в году.

## История
Согласно Закону Республики Саха (Якутия) от 30 ноября 2004 года №173-З N 353-III село вошло в образованное муниципальное образование Люччегинский 1-й наслег.

## Население
| 1989 | 2002 | 2010 | 2021 |
| ---- | ---- | ---- | ---- |
| 100  | ↘91  | ↗100 | ↗125 |

Национальный состав
Согласно результатам переписи 2002 года, в национальной структуре населения якуты составляли 100 % из 91 чел.

## Улицы
В селе имеются две улицы: ул. К.Н. Яковлева и ул С.А. Иванова. 

## Экономика
Развито животноводство (мясо-молочное скотоводство, мясное табунное коневодство).